# Conselho Municipal de Colombo
O Conselho Municipal de Colombo é o conselho legislativo local de Colombo, a maior cidade do Sri Lanka. O conselho foi formado em 1865 e passou a atuar pela primeira vez em 1866. O conselho municipal é a mais antiga e a maior autoridade do governo local no Sri Lanka e, desde 2001, abrange uma população residente de mais de 600.000 habitantes. Ele tem 53 representantes eleitos e mais de 12.000 funcionários.